# LUX 009
LUX 009 fue un evento de artes marciales mixtas producido por LUX Fight League, que se llevó a cabo el 17 de julio de 2020 en el Showcenter Complex de Monterrey, Nuevo León, México.

## Antecedentes
LUX 009 fue el primer evento realizado a puertas cerradas, debido a la pandemia de COVID-19.
El evento principal conto con una pelea por el Campeonato de Peso Gallo de LUX entre el campeón Marco Beltrán y David Mendoza.
La pelea coestelar contó con un combate de peso ligero entre el expeleador de UFC Genaro Valdez y Edgar Díaz Guzmán.
En este evento, se inició un torneo de ocho mujeres llamado «Torneo Guerreras LUX» por el inaugural Campeonato de Peso Paja de LUX, siendo una de las peleas el que enfrentaba a Saray Orozco y Yajáira Romo.

## Resultados
1. ↑  Por el Campeonato de Peso Gallo de LUX
2. ↑  Cuartos de final del Torneo Guerreras LUX

## Torneo Guerreras LUX
|  | Cuartos de final (LUX 009/LUX 010) | Cuartos de final (LUX 009/LUX 010) | Cuartos de final (LUX 009/LUX 010) |                     |                | Semifinales (LUX 012/LUX 013) | Semifinales (LUX 012/LUX 013) | Semifinales (LUX 012/LUX 013) |  |                     | Final (LUX 015)     | Final (LUX 015) | Final (LUX 015) |  |
|  |                                    |                                    |                                    |                     |                |                               |                               |                               |  |                     |                     |                 |                 |  |
|  |                                    |                                    |                                    |                     |                |                               |                               |                               |  |                     |                     |                 |                 |  |
|  | Yaneth Vidal                       | Yaneth Vidal                       | -                                  |                     |                |                               |                               |                               |  |                     |                     |                 |                 |  |
|  | Yaneth Vidal                       | Yaneth Vidal                       | -                                  |                     |                |                               |                               |                               |  |                     |                     |                 |                 |  |
|  | Ana Guerrero                       | Ana Guerrero                       | -                                  |                     |                |                               |                               |                               |  |                     |                     |                 |                 |  |
|  | Ana Guerrero                       | Ana Guerrero                       | -                                  |                     | Vidal/Guerrero | Vidal/Guerrero                | -                             |                               |  |                     |                     |                 |                 |  |
|  |                                    |                                    |                                    |                     | Vidal/Guerrero | Vidal/Guerrero                | -                             |                               |  |                     |                     |                 |                 |  |
|  |                                    |                                    | Torres/Zamora                      | Torres/Zamora       | -              |                               |                               |                               |  |                     |                     |                 |                 |  |
|  | Tania Torres                       | Tania Torres                       | Torres/Zamora                      | Torres/Zamora       | -              | -                             |                               |                               |  |                     |                     |                 |                 |  |
|  | Tania Torres                       | Tania Torres                       |                                    |                     |                |                               |                               |                               |  |                     |                     |                 |                 |  |
|  | Laura Zamora                       | Laura Zamora                       | -                                  |                     |                |                               |                               |                               |  |                     |                     |                 |                 |  |
|  | Laura Zamora                       | Laura Zamora                       | -                                  |                     |                |                               |                               |                               |  | Ganadora SF LUX 013 | Ganadora SF LUX 013 | -               |                 |  |
|  |                                    |                                    |                                    |                     |                |                               |                               |                               |  | Ganadora SF LUX 013 | Ganadora SF LUX 013 | -               |                 |  |
|  |                                    |                                    | Ganadora SF LUX 012                | Ganadora SF LUX 012 | -              |                               |                               |                               |  |                     |                     |                 |                 |  |
|  | Alejandra Orozco                   | Alejandra Orozco                   | Ganadora SF LUX 012                | Ganadora SF LUX 012 | -              | -                             |                               |                               |  |                     |                     |                 |                 |  |
|  | Alejandra Orozco                   | Alejandra Orozco                   |                                    |                     |                |                               |                               |                               |  |                     |                     |                 |                 |  |
|  | Judith Bolaños                     | Judith Bolaños                     | -                                  |                     |                |                               |                               |                               |  |                     |                     |                 |                 |  |
|  | Judith Bolaños                     | Judith Bolaños                     | -                                  |                     | Orozco/Bolaños | Orozco/Bolaños                | -                             |                               |  |                     |                     |                 |                 |  |
|  |                                    |                                    |                                    |                     | Orozco/Bolaños | Orozco/Bolaños                | -                             |                               |  |                     |                     |                 |                 |  |
|  |                                    |                                    | Saray Orozco                       | Saray Orozco        | -              |                               |                               |                               |  |                     |                     |                 |                 |  |
|  | Saray Orozco                       | Saray Orozco                       | Saray Orozco                       | Saray Orozco        | -              | DU                            |                               |                               |  |                     |                     |                 |                 |  |
|  | Saray Orozco                       | Saray Orozco                       |                                    |                     |                |                               |                               |                               |  |                     |                     |                 |                 |  |
|  | Yajáira Romo                       | Yajáira Romo                       | 5:00                               |                     |                |                               |                               |                               |  |                     |                     |                 |                 |  |
|  | Yajáira Romo                       | Yajáira Romo                       | 5:00                               |                     |                |                               |                               |                               |  |                     |                     |                 |                 |  |
|  |                                    |                                    |                                    |                     |                |                               |                               |                               |  |                     |                     |                 |                 |  |